# Agne Ihrfelt
Sven Viktor Agne Ihrfelt, född den 25 mars 1894 i Göteborg, död där den 16 augusti 1981, var en svensk ämbetsman. Han var far till Bo och Åke Ihrfelt.
Ihrfelt avlade studentexamen i Göteborg 1912 och kansliexamen vid Lunds universitet 1915. Han blev länsbokhållare i Kopparbergs län 1918 och länsassessor i Göteborgs och Bohus län 1935. Ihrfelt var landskamrerare i Skaraborgs län 1948–1960. Han blev riddare av Vasaorden 1940 och av Nordstjärneorden 1950 samt kommendör av sistnämnda orden 1956. Ihrfelt vilar på Östra kyrkogården i Göteborg.